# 萨顿考特尼
萨顿考特尼（Sutton Courtenay）是英国牛津郡泰晤士河畔的一个村庄和民政教区。历史上它是伯克郡的一部分，1974年划入牛津郡，人口超过两千。

## 历史
当地发现过新石器时代的手斧，文字记录始于688年，当时威塞克斯国王伊尼将萨顿的庄园赠予阿宾顿新盖的修道院。801年，萨顿成为皇家村（royal vill）。阿尔弗雷德大帝于868年在这座庄园举行婚礼。
此地也是英国知名作家乔治·奥威尔的安葬地。